# Wehrkreis XI

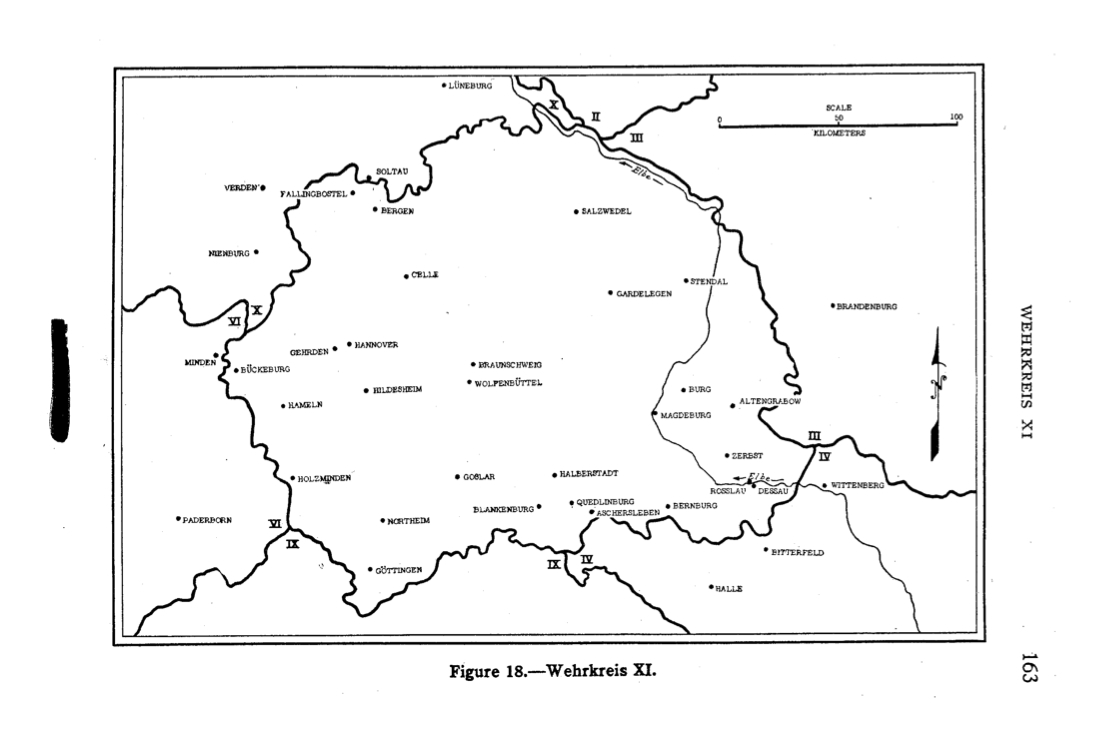
Carte de la 11e région militaire en 1944.

Le Wehrkreis XI (WK XI) était la 11e région militaire allemande qui contrôlait le Brunswick, l'Anhalt et le sud du Hanovre.

## Divisions administratives
Le siège de la 11e région militaire était à Hanovre.

## Gouverneurs (Befehlshaber)
Les gouverneurs de la 11e région militaire.
1. General der Infanterie Wolfgang Muff (1er septembre 1939 - 28 février 1943)
2. General der Infanterie Albrecht Schubert (28 février 1943 - 21 août 1943)
3. General der Infanterie Bruno Bieler (21 août 1943 - 1er décembre 1944)
4. General der Artillerie Max Grimmeiß (1er décembre 1944 - 21 janvier 1945)
5. General der Gebirgstruppen Julius Ringel (21 janvier 1945 - 8 mai 1945)